# Парк ім. Квітки-Основ'яненка
Парк ім. Квітки-Основ'яненка - парк на території Харкова, у Новобаварському районі міста Харкова. Парк розташований на парній стороні Москалівської вулиці, за Основ'янським мостом. Хоча парк розміщений на березі річки Лопань, він не має впорядкованих проходів до води, береги річки поросли чагарником і очеретом. 

## Історія
Парк був закладений Федором Квіткою, батьком письменника Григорія Квітки-Основ'яненка у 1770-ті роки. В XIX столітті парк неодноразово упорядковувався, в ньому стояли альтанки, були алеї для кінних прогулянок. У 1830 р. був розбитий розарій, у 1889 р. парк налічував більше 80 порід дерев. У 1920—1940-і роки парк серйозно постраждав від вирубок дерев. В радянський період в парку влаштували лавочки на алеях і дитячі майданчики. З літа 2017 року і по цей час триває повна реконструкція парку та стадіону «Маяк», що знаходиться поруч.

## Транспорт
Дістатись парку можна трамваєм, № 7, 27, 3 і автобусом, № 211е, 219е, 258е. Зупинка - «Парк ім. Квітки-Основ'яненка»

## Фотогалерея

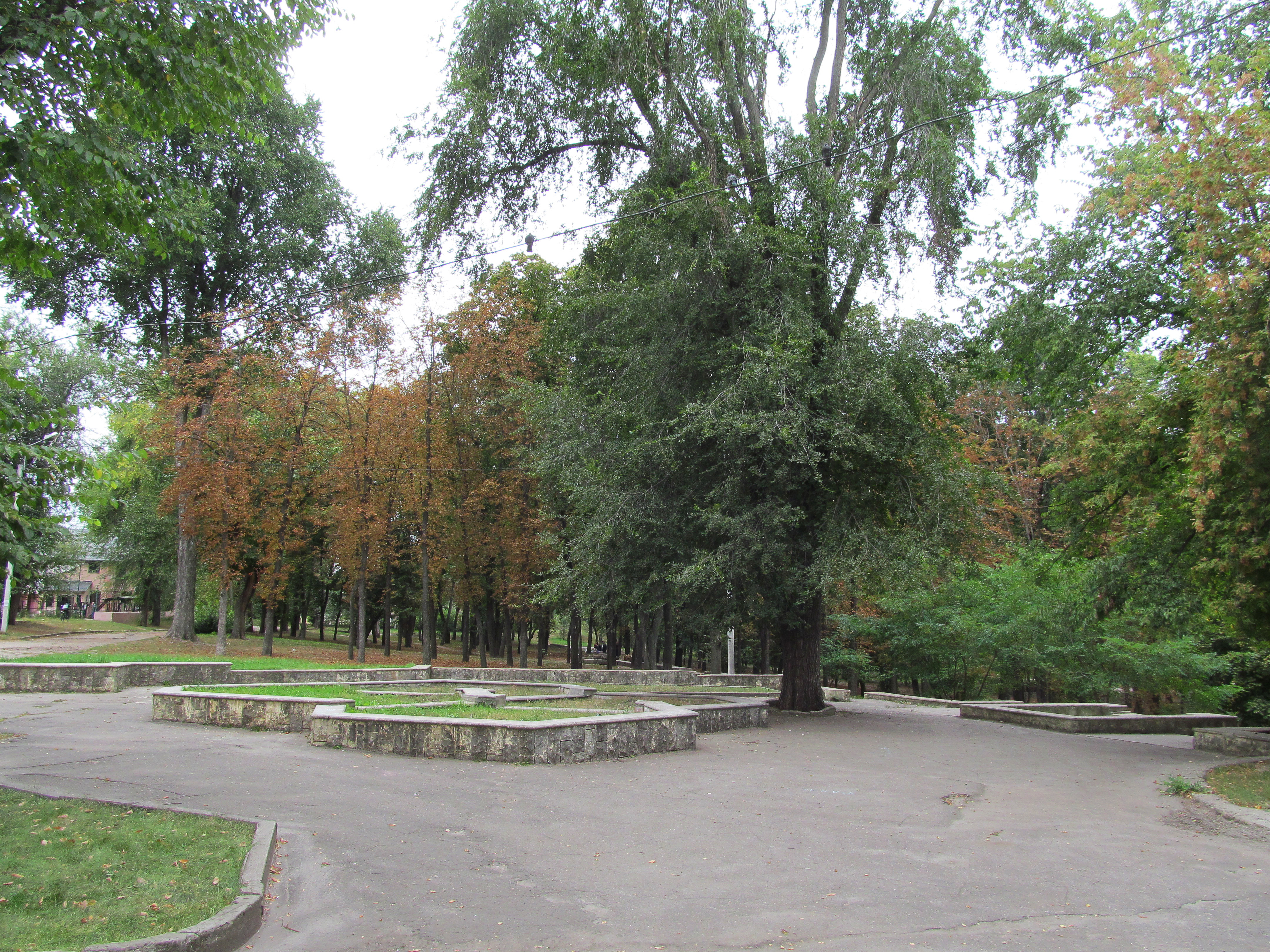
Вхідна алея
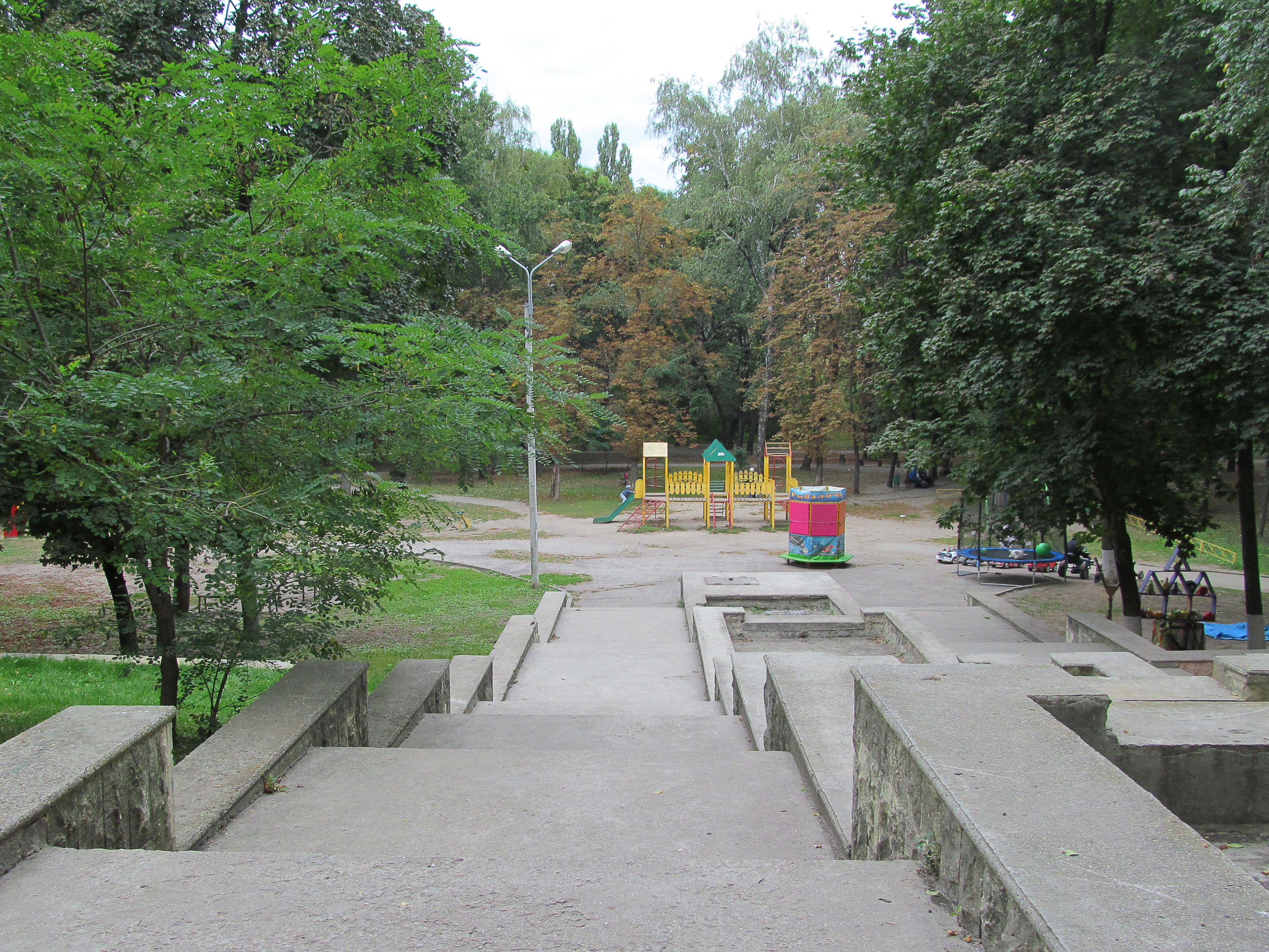
Сходи до дитячого майданчика
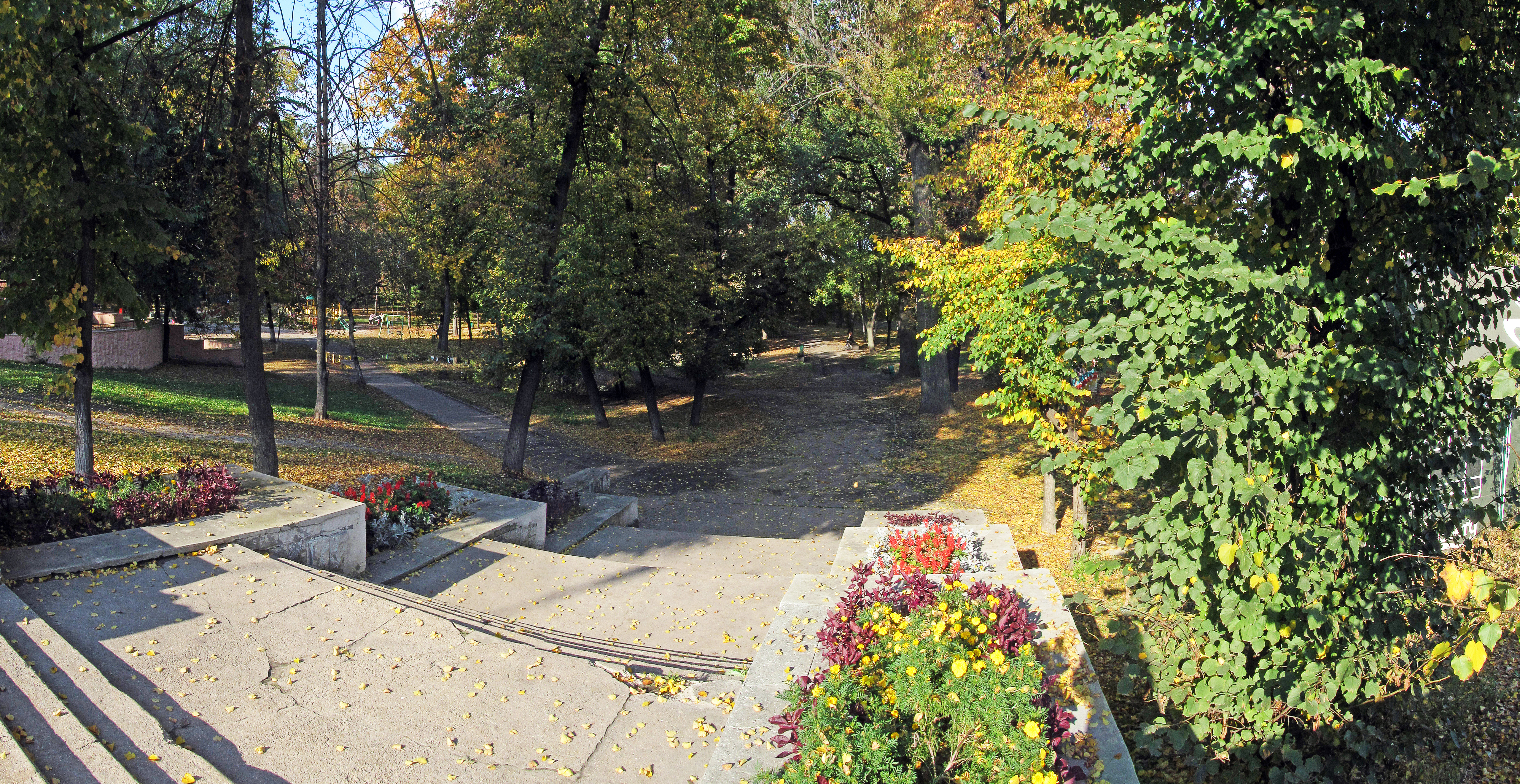
Сходи до нижньої частини парку
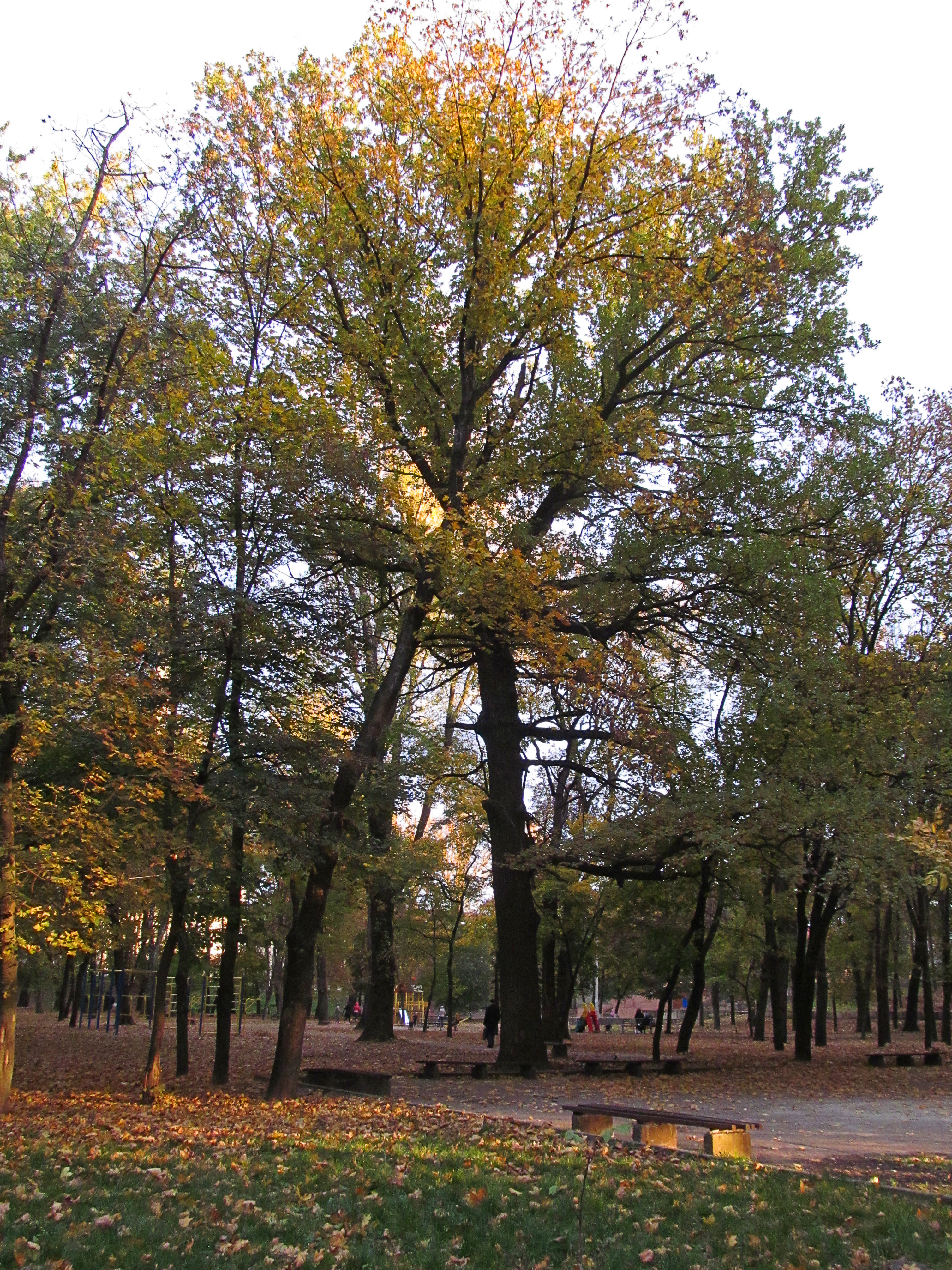
Куточок парку зі старим дубом